# Ricardo Moreira
Pour les articles homonymes, voir Moreira.
 Ricardo Ariel Moreira  (né à Rosario, Santa Fe, Argentine le 23 février 1983) est un footballeur argentin. Il joue au poste de défenseur pour le Club Atlético Tucumán. 

## Biographie
Il termine sa formation au CA Rosario Central et débute en Primera Division le 4 avril 2004 contre Nueva Chicago. Il joue trois saisons pour Rosario Central comme professionnel avec 89 matchs pour un but.
Il est transféré en 2007 à Independiente pour 750 000 dollar et débute avec son club lors du Tournoi Ouverture 2007.

## Clubs
- 2003-2007 :  CA Rosario Central
- 2007-2009 :  CA Independiente
- 2010- :  Club Atlético Tucumán